# Гліна-Мала
Гліна-Мала (пол. Glina Mała) — село в Польщі, у гміні Келчиглув Паєнчанського повіту Лодзинського воєводства.
Населення — 102 особи (2011).
У 1975-1998 роках село належало до Серадзького воєводства.

## Демографія
Демографічна структура станом на 31 березня 2011 року:
|          | Загалом | Допрацездатний вік | Працездатний вік | Постпрацездатний вік |
| -------- | ------- | ------------------ | ---------------- | -------------------- |
| Чоловіки | 49      | 9                  | 34               | 6                    |
| Жінки    | 53      | 10                 | 30               | 13                   |
| Разом    | 102     | 19                 | 64               | 19                   |